# Guerres de Lombardie
Les guerres de Lombardie sont une série de conflits s'étant déroulés en Italie du nord et centrale entre la république de Venise et le duché de Milan, ainsi que leurs alliés respectifs, et ayant duré de 1423 à la signature de la paix de Lodi en 1454. Durant ce conflit, la structure politique de l'Italie se transforma et cinq puissances principales émergèrent de l'amas de communes et de cités-États qui constituaient l'Italie médiévale. Ces cinq puissances, la république de Venise, le duché de Milan, les Médicis de Florence, les États pontificaux et le royaume de Naples, modelèrent la carte de la péninsule italienne jusqu'aux guerres d'Italie. De plus, d'importants centres culturels de Toscane et d'Italie du nord, tels que Sienne, Pise, Urbino, Mantoue et Ferrare, furent marginalisés politiquement.
Les guerres de Lombardie, qu'on peut dissocier en quatre périodes distinctes, furent une lutte pour l'hégémonie en Italie du nord qui ravagea l'économie de la Lombardie et affaiblit le pouvoir de Venise, dont les dirigeants n'avaient pas tenu compte de l'avertissement du doge Tommaso Mocenigo dans sa lettre d'adieu en 1423 : « Prenez garde au désir de prendre ce qui appartient à d'autres et de mener d'injustes guerres pour lesquelles Dieu vous détruira. » La guerre, qui fut à la fois le résultat et la cause de l'implication de Venise dans la politique de l'Italie continentale, permit à Venise d'étendre son territoire jusqu'aux rives de l'Adda et entraîna le reste de l'Italie dans une série d'alliances mouvantes et d'escarmouches mineures. L'élément décisif dans le déroulement de la guerre fut l'allégeance de Florence, qui s'était tout d'abord alliée à Venise pour contrecarrer les visées territoriales des Visconti de Milan avant de conclure une alliance avec Francesco Sforza contre la menace grandissante de Venise. La paix de Lodi, conclue en 1454, apporta quarante années de paix relative à l'Italie du nord tandis que Venise concentrait son intérêt ailleurs.

## Première période (1423-1426)
La première des quatre campagnes menées contre les ambitions territoriales de Philippe Marie Visconti, duc de Milan, est la conséquence directe de la mort du seigneur de Forlì, Giorgio Ordelaffi. Ce dernier a désigné Philippe Marie Visconti comme tuteur de son fils et héritier, Teobaldo II Ordelaffi, alors âgé de neuf ans. La mère de Teobaldo, Lucrezia degli Alidosi, fille du seigneur d'Imola, conteste cette décision et assume elle-même la régence pour son fils. Les habitants de Forli se révoltent et, en mai 1423, appellent à leur aide le condottiere Agnolo della Pergola, au service du duc de Milan. Florence réagit à ce qu'elle considère comme une menace contre ses intérêts en déclarant la guerre aux Visconti, et envoie Pandolfo III Malatesta au secours de Lucrezia degli Alidosi. Mais les troupes florentines sont battues et Imola est prise d'assaut le 14 février 1424. Luigi degli Alidosi, le seigneur d'Imola, est envoyé captif à Milan et, quelques jours plus tard, le seigneur de Faenza, Guidantonio Manfredi, s'allie aux Visconti. Florence envoie une nouvelle armée, commandée cette fois par Carlo I Malatesta, le frère de Pandolfo, mais est à nouveau vaincue lors de la bataille de Zagonara (en), livrée le 28 juillet 1424, et au cours de laquelle Carlo Malatesta est fait prisonnier.
Florence engage alors les condottieres Niccolò Piccinino et Oddo da Montone (it) mais ceux-ci sont à leur tour défaits dans la vallée du Lamone, où Oddo da Montane est tué. Florence s'allie alors au royaume de Naples, sous domination aragonaise, et les Aragonais envoient une expédition en Ligurie, composée d'une flotte de 24 galions ainsi que d'une armée terrestre, afin de menacer les Milanais. Cette expédition est toutefois infructueuse alors que, dans le même temps, les condottieres Niccolò Piccinino et Francesco Sforza sont engagés par les Visconti. Milan envoie une armée dirigée par Guido Torelli envahir la Toscane et triomphe de Florence à deux reprises, à Anghiari et à Faggiuola.
Cette série de désastres conduit Florence à conclure une alliance avec la république de Venise le 4 décembre 1425. Florence et Venise se mettent d'accord pour poursuivre la guerre et pour se répartir les conquêtes à venir, celles en Lombardie devant échoir à Venise et celles en Romagne et en Toscane à Florence. Francesco Bussone da Carmagnola est nommé à la tête de l'armée de l'alliance et reprend Brescia le 26 novembre 1426 après un long siège et un usage massif de son artillerie. Pendant ce temps, une flotte vénitienne, sous Francesco Bembo, remonte le Pô jusqu'à Padoue et les Florentins récupèrent les territoires perdus en Toscane. Philippe Visconti, qui a déjà du céder Forli et Imola au pape Martin V afin de gagner ses faveurs, demande alors une médiation papale et le cardinal Niccolò Albergati négocie la paix, un traité étant signé à Venise le 30 décembre 1426. Philippe Visconti récupère les territoires occupés par Florence en Ligurie mais doit renoncer à la région de Verceil, conquise par Amédée VIII de Savoie, et à Brescia, qui passe sous contrôle vénitien.

## Deuxième période (1427-1428)
Mais la paix ne dure pas très longtemps. Sur le conseil de l'empereur Sigismond, Philippe Visconti refuse de ratifier le traité et la guerre reprend en mai 1427. Les Milanais sont tout d'abord victorieux, s'emparant de Casalmaggiore et mettant le siège devant Brescello tandis que Niccolò Piccinino bat Carmagnola à Gottolengo le 29 mai, mais leur flotte est incendiée par celle des Vénitiens. Venise déclenche une contre-attaque et reprend Casalmaggiore le 12 juillet, tandis qu'Orlando Pallavicino, seigneur de plusieurs châteaux près de Parme, se révolte contre les Visconti, et qu'Amédée VIII et le marquis de Montferrat envahissent la Lombardie.
L'armée vénitienne de Carmagnola triomphe de celle des Milanais à la bataille de Maclodio, le 4 octobre 1427, et Visconti, bien que s'étant réconcilié avec Amédée VIII en lui offrant en mariage sa fille Maria, doit à nouveau demander la paix. Une nouvelle médiation du pape conduit à un traité signé à Ferrare le 18 avril 1428. Les Vénitiens se voient confirmés leur possession de Brescia et un gouverneur vénitien est nommé à Bergame et Crema, alors que les Florentins récupèrent les places fortes, sauf Volterra qui s'est rebellée contre eux. Florence envoie Niccolò Fortebraccio mater la révolte et envahit ensuite le territoire de Lucques dont le seigneur, Paolo Guinigi, était allié aux Milanais.

## Troisième période (1431-1433)
La troisième guerre débute lorsque Philippe Marie Visconti décide de soutenir la cause de Lucques et envoie Francesco Sforza, à la tête de 3 000 cavaliers, au secours de la cité. Sforza est toutefois acheté par les Florentins pour la somme de 50 000 ducats et retire ses troupes. Lucques, désormais assiégée par Florence, appelle Visconti à l'aide, et celui-ci pousse la république de Gênes à déclarer la guerre à Florence. Le 2 décembre 1430, les Florentins sont battus sur les rives du Serchio, et cette défaite conduit la cité à renouveler son alliance avec Venise, avec l'appui du nouveau pape, Eugène IV, qui est d'origine vénitienne. Visconti réplique en réengageant Niccolò Piccinino et Francesco Sforza, qui se trouvent à nouveau face à Carmagnola.
En mars 1431, les Milanais dirigés par Francesco Sforza remportent face aux Vénitiens la bataille de Soncino, tandis que Cristoforo Lavello repousse les troupes de Montferrat, et que Piccinino est en position de force en Toscane. Le 22 mai 1431, une flotte vénitienne remontant le Tessin pour renforcer les troupes de Carmagnola est écrasée par les Milanais à la bataille de Crémone près de Pavie, et Visconti trouve un allié contre Montferrat en la personne d'Amédée VIII de Savoie. Pour accroître le désarroi de Venise et de Florence, Visconti obtient également le soutien de l'empereur Sigismond, venu en Italie pour se faire couronner.
Malgré une victoire navale des Vénitiens sur les Génois le 27 août au large de San Fruttuoso (Portofino), Carmagnola manœuvre prudemment en prenant soin d'éviter toute nouvelle bataille rangée et le Conseil des Dix commence à le suspecter d'avoir été acheté par Milan. Carmagnola finit par être rappelé à Venise et est arrêté en mars 1432, convaincu de trahison et décapité. Les Florentins battent les Siennois à San Romano au mois de juin mais, le 19 novembre 1432, les Milanais, commandés par Niccolò Piccinino, remportent une nouvelle victoire écrasante sur Venise lors de la bataille de Delebio. Des négociations sont alors entamées et la paix de Ferrare, signée en mai 1433, rétablit un statu quo instable. Les échecs répétés de Florence et Venise signifient néanmoins pour les deux cités une importante perte de prestige. Le doge de Venise, Francesco Foscari, est presque poussé à l'abdication alors qu'à Florence, Cosme de Médicis est brièvement emprisonné avant d'être exilé. Quant au marquisat de Montferrat, il devient un État satellite du duché de Savoie.

## Quatrième période (1438-1441)
Une nouvelle guerre est déclenchée quelques années plus tard à cause de conflits entre condottieres. Niccolò Piccinino, après avoir fait la promesse de reconquérir les Marches pour le compte du pape Eugène IV, prend les cités de Ravenne et de Bologne et les force à reconnaître la suzeraineté milanaise. Soutenu par Jean-François de Mantoue, Piccinino envahit ensuite les possessions vénitiennes en Lombardie. En septembre 1438, il met le siège devant Brescia et prend d'assaut Bergame et Vérone. La république de Venise engage alors Francesco Sforza et conclut une nouvelle alliance avec Florence et Nicolas III d'Este, marquis de Ferrare, qui obtient la Polésine en échange de son soutien.
Les Milanais sont battus à plusieurs reprises, notamment par Venise à Soncino, le 14 juin 1440, et par Florence à Anghiari le 29 juin. La guerre semble alors gagnée pour les alliés et Sforza reçoit les honneurs du triomphe à Venise mais, en février 1441, Piccinino écrase la garnison laissée par Sforza à Chiari. Sforza assiège la ville de Martinengo mais se voit couper toute possibilité de retraite par Piccinino qui, sûr de sa victoire imminente, demande à Philippe Marie Visconti la seigneurie de Plaisance en échange du renouvellement de son soutien. Le duc de Milan préfère ouvrir des négociations avec Francesco Sforza, et celui-ci agit comme médiateur entre Milan et Venise, concluant une trêve à Cavriana. La paix de Crémone, signée le 20 novembre 1441, n'apporte que peu de changements territoriaux. Venise conserve Ravenne, et Florence le Casentino, tandis que Niccolò Piccinino obtient les terres près de Parme qui étaient auparavant la possession d'Orlando Pallavicino, et que Philippe Visconti reconnaît l'indépendance de Gênes et promet d'arrêter d'interférer en Toscane et en Romagne.

## Conséquences
D'importants changements politiques et dynastiques survinrent en dehors des champs de bataille. Francesco Sforza, entré au service de Philippe Visconti, épousa sa fille, alors que Florence passait sous la domination de Cosme de Médicis. Après la mort de Philippe Visconti en 1447, Francesco Sforza, soutenu par les Florentins, entra en triomphe dans Milan en mai 1450 après la chute de la brève République ambrosienne. Deux coalitions se formèrent alors, les Sforza et les Médicis d'un côté, et Venise et le royaume de Naples de l'autre. Le principal centre d'intérêt des deux partis demeurait la Lombardie et un compromis fut finalement trouvé entre les quatre belligérants à l'occasion de la paix de Lodi, signée le 9 avril 1454 et placée sous les auspices du pape Nicolas V. La paix de Lodi est souvent considérée comme l'apparition du principe politique européen de l'équilibre des puissances.

## Sources
- (en) Cet article est partiellement ou en totalité issu de l’article de Wikipédia en anglais intitulé « Wars in Lombardy » (voir la liste des auteurs).
- Nicolas Machiavel, Histoire de Florence, Livres IV à VI, pour une vision florentine des guerres de Lombardie.